# Si Neubok
Si Neubok is een bestuurslaag in het regentschap Aceh Selatan van de provincie Atjeh, Indonesië. Si Neubok telt 847 inwoners (volkstelling 2010).